# Вінсент Вентреска
Вінсент Пол Джерард Вентреска (англ. Vincent Ventresca, 29 квітня 1965, Індіанаполіс, США) — американський актор кіно і телебачення. Найбільшу популярність здобув завдяки ролі Деріан Фокса в науково-фантастичному серіалі «Людина-невидимка». Відомий, в основному, головними або другорядними ролями в телесеріалах.

## Біографія
Вінсент Вентреска народився 29 квітня 1965 року в Індіанаполісі (штат Індіана, США). Його середні імена — Пол і Джерард — були дані йому в честь святих, яким молилася його мати під час своєї нелегкої вагітності (їй було тоді вже 47 років). Вінсент став її останньою, 11-ю дитиною. Він закінчив Університет в Індіані з подвійною спеціалізацією — театр і психологія. Це було зроблено на прохання батька, який не вірив в акторський талант сина і попросив його отримати ще одну, більш прибуткову і практичну спеціальність.
Вінсент відкрив в собі дар актора ще під час навчання в коледжі. Саме тоді він вперше спробував знятися в кіно. У рідному місті Вінсента знімався фільм за участю відомого актора Джин Гекмен. За сюжетом потрібен був баскетболіст, а Вінсент якраз добре грав в баскетбол. Проби пройшли невдало, Вінсенту ще не вистачало досвіду, але акторська гра Гекмена так надихнула його, що він вирішив, у що б то не стало, стати актором.
З тих пір Вінсент зіграв безліч ролей в театрі, на телебаченні і в великому кіно, а також став співзасновником експериментальної театральної компанії під назвою «Все, що ти зможеш проковтнути». Актори в експериментальну трупу набираються з числа випускників Університету Індіани. Вінсент брав участь в якості актора в декількох оригінальних проектах цієї студії.
Але справжня популярність прийшла до нього після головної ролі в серіалі «Людина-невидимка». Також це був його перший проект, де він знявся в дуеті з Полом Беном-Віктором. На зйомках серіалу вони стали справжніми друзями, і з тих пір регулярно знімаються разом.
Вінсент — людина з різнобічними інтересами, багатогранна особистість, актор-універсал. Він любить різні стилі музики (особливо, Винсу подобається Бен Харпер і «The Beatles», різні жанри кіно. Вінсенту однаково добре вдаються ролі в комедіях, драмах і в фантастичних фільмах. Він не виключає для себе можливості написання сценарію або режисирування деяких епізодів «Людини-невидимки». У вільний час Вінсент любить працювати в саду і готувати.
Вентреска — актор-трудоголік, він обожнює репетирувати і зніматися, репетирувати і зніматися, хоча його розклад часто буває вельми напруженим, і вільного часу залишається дуже мало. Вінс визнається, що у нього підозріло багато спільного з його героєм, Деріеном Фоксом. Фокс — це сам Вінсент, тільки потрапив в нереальну ситуацію.
Вентреска охоче спілкується з уже з'явилися численними фанатами серіалу «Людина-невидимка». Він регулярно заходить на сайт шанувальників «Невидимки», які називають себе I-Maniacs, і переглядає повідомлення, що розміщуються там. Вінсенту цікаво знати, як реагують глядачі на окремі серії, який відгук у їх душі викликав головний герой. Вінсент вважає, що інтернет допомагає наблизити телебачення до театру.

## Особисте життя
Дружину Вінсента звуть Діана Шінер. Вони одружилися в 1995 році. У квітні 2000 року у них народився син Бенджамін Джеймс, а в липні 2002 року — дочка Рене Марі.

## Фільмографія
| Рік         | Українська назва                      | Оригінальна назва                      | Персонаж              | Примітка                                                 |
| ----------- | ------------------------------------- | -------------------------------------- | --------------------- | -------------------------------------------------------- |
| 1991        | Принц з Беверлі-Хіллз                 | The Fresh Prince of Bel-Air            | Алекс                 | серіал (1 епізод)                                        |
| 1993        | Життя триває                          | Life Goes On                           | Бейтс                 | серіал (1 епізод)                                        |
| 1993        |                                       | Almost Home                            | Дейв                  | серіал (1 епізод)                                        |
| 1993        | Порожнє гніздо                        | Empty Nest                             | коп                   | серіал (1 епізод)                                        |
| 1993        |                                       | Blossom                                | Грант                 | серіал (1 епізод)                                        |
| 1994        | Монті                                 | Monty                                  | репортер              | серіал (1 епізод)                                        |
| 1994        |                                       | Menendez: A Killing in Beverly Hills   | Нік                   | ТВ-фільм                                                 |
| 1994 і 1996 | Друзі                                 | Friends                                | веселун Боббі         | серіал (2 епізоду, 1 сезон 10 серія, і 2 сезон 10 серія) |
| 1995        |                                       | Crazy Love                             | Джон Стреттон         | серіал                                                   |
| 1995        |                                       | Medicine Ball                          | Том                   | серіал (1 епізод)                                        |
| 1995        | Діагноз: Вбивство                     | Diagnosis Murder                       | Джонні Меслофскі      | серіал (1 епізод)                                        |
| 1995        | Сурогатна мати                        | The Surrogate                          | Ерік Шоу              | ТВ-фільм                                                 |
| 1995        | Ступінь провини                       | Degree of Guilt                        | Річі Ергос            | ТВ-фільм                                                 |
| 1996 - 1997 |                                       | Boston Common                          | професор Джек Рід     | серіал (31 епізод)                                       |
| 1997        | Ромі і Мішель на зустрічі випускників | Romy and Michele's High School Reunion | Біллі                 | кінофільм                                                |
| 1998        |                                       | Real Life                              | сет                   | серіал (1 епізод)                                        |
| 1998        | Тонка рожева лінія                    | The Thin Pink Line                     | Боб                   | кінофільм                                                |
| 1998        | У пошуках Лоли                        | Looking for Lola                       | Тоні                  | кінофільм                                                |
| 1998        | Видобуток                             | Prey                                   | доктор Ед Тейт        | серіал (13 епізодів)                                     |
| 1998        | Врятувати рядового Райана             | Saving Private Ryan                    | солдат на пляжі       | кінофільм                                                |
| 1998        |                                       | Maggie Winters                         | Боббт                 | серіал                                                   |
| 1999        |                                       | Can not Stop Dancing                   | Чак Лівайн            | кінофільм                                                |
| 1999        |                                       | This Space Between Us                  | Стерлінг Монтроуз     | кінофільм                                                |
| 1999        | Джек і Джилл                          | Jack & Jill                            | Денні Халлехен        | серіал (2 епізоду)                                       |
| 2000        | Любов і секс                          | Love & Sex                             | Річард Мілтнер        | кінофільм                                                |
| 2000 - 2002 | Людина-невидимка                      | The Invisible Man                      | Деріан Фокс           | серіал (45 епізодів)                                     |
| 2001        | Фатальний спокуса                     | The Learning Curve                     | маршал                | кінофільм                                                |
| 2001        | «Медісон»                             | Madison                                | Уолкер Грейф          | кінофільм                                                |
| 2002        |                                       | Robbing 'Hef' '                        | Джеймс                | кінофільм                                                |
| 2002        |                                       | Couples                                | Артур                 | ТВ-фільм                                                 |
| 2002        | За поворотом                          | Purgatory Flats                        | Томас Рід             | кінофільм                                                |
| 2002        | Сутінкова зона                        | The Twilight Zone                      | Метт МакГріві         | серіал (1 епізод)                                        |
| 2003        |                                       | Vegas Dick                             | Дікі Барретт          | ТВ-фільм                                                 |
| 2003        | Детектив Раш                          | Cold Case                              | доктор Беннетт Кехілл | серіал (1 епізод)                                        |
| 2003        | Лас-Вегас                             | Las Vegas                              | Елліот                | серіал (1 епізод)                                        |
| 2004        | C.S.I.: Місце злочину Маямі           | CSI: Miami                             | Джозеф Зеллер         | серіал (1 епізод)                                        |
| 2004        | «Смерть за прейскурантом»             | Dead & Breakfast                       | Док Рілі              | кінофільм                                                |
| 2004 - 2005 | Справжні дикуни                       | Complete Savages                       | Джиммі Саваж          | серіал (16 епізодів)                                     |
| 2005        | Людина-личинка                        | Larva                                  | доктор Елі Радкус     | ТВ-фільм                                                 |
| 2006        |                                       | Julie Reno, Bounty Hunter              | Ті-Бон                | серіал (1 епізод)                                        |
| 2006        | Мамонт                                | Mammoth                                | доктор Френк Абернеті | ТВ-фільм                                                 |
| 2007        | Монк                                  | Monk                                   | Роб Шерман            | серіал (1 епізод: 6 сезон, 5 серія)                      |
| 2008        | У простому вигляді                    | In Plain Sight                         | Вернон макро          | серіал (1 епізод)                                        |
| 2008        |                                       | Sorry                                  | Робін Таскер          | кінофільм                                                |
| 2009        | Звір                                  | The Beast                              | Роман Петреску        | серіал (1 епізод)                                        |
| 2009        |                                       | Without a Trace                        | Девід Морган          | серіал (1 епізод)                                        |
| 2009        | Тру Джексон                           | True Jackson, VP                       | містер Джеймерсон     | серіал (1 епізод)                                        |
| 2009        | Секрет сусіда                         | My Neighbor's Secret                   | Джейсон               | ТВ-фільм                                                 |
| 2009        | Менталіст                             | The Mentalist                          | Дункан Вівер          | серіал (1 епізод: 2 сезон, 7 серія)                      |
| 2009        | Клуб ляльок                           | Dollhouse                              | Нолан Кіннард         | серіал (3 епізоду)                                       |
| 2010        |                                       | (818)                                  | Морріс Пілладж        | кінофільм                                                |
| 2010        | Перли мого батька                     | $ h *! My Dad Says                     | Самсон                | серіал (1 епізод)                                        |
| 2010        |                                       | Answers to Nothing                     | Ерік                  | кінофільм                                                |
| 2011        | Чи повинен був Ромео?                 | Should've Been Romeo                   | Актор № 1             | кінофільм                                                |
| 2013        | Нікіта                                | Nikita                                 | Ейвері                | серіал (4 сезон, 5-6 епізоди)                            |
| 2013        | CSI: Місце злочину                    | CSI: Crime Scene Investigation         | Коннор Дурман         | Серіал (1 епізод: 13 сезон, 19 серія)                    |
| 2015        | Різзолі та Айлз                       | En: Rizzoli & Isles                    | Доктор Карлсон        | Серіал (1 епізод: 6 сезон, 3 серія)                      |